# Schönbeck
Schönbeck település Németországban, Mecklenburg-Elő-Pomeránia tartományban. Lakosainak száma 470 fő (2023. december 31.).

## Népesség
A település népességének változása:
| Lakosok száma | 450  | 447  | 466  | 460  | 470  |
|               | 2017 | 2019 | 2021 | 2022 | 2023 |